# Baltrum
Baltrum là một đảo gần bờ Ostfriesland, Đức. Đây là đô thị thuộc huyện Aurich, Niedersachsen.
Đảo này nằm giữa chuỗi đảo của quần đảo Ostfriesland (Ostfriesische Inseln) và là đảo lớn nhì.
Đảo này có phà nối với đất liền, có một sân bay nhỏ. Đảo có kích thước 5x1,5 km.
Bản mẫu:Frisian Islands